# Interceptor de basura

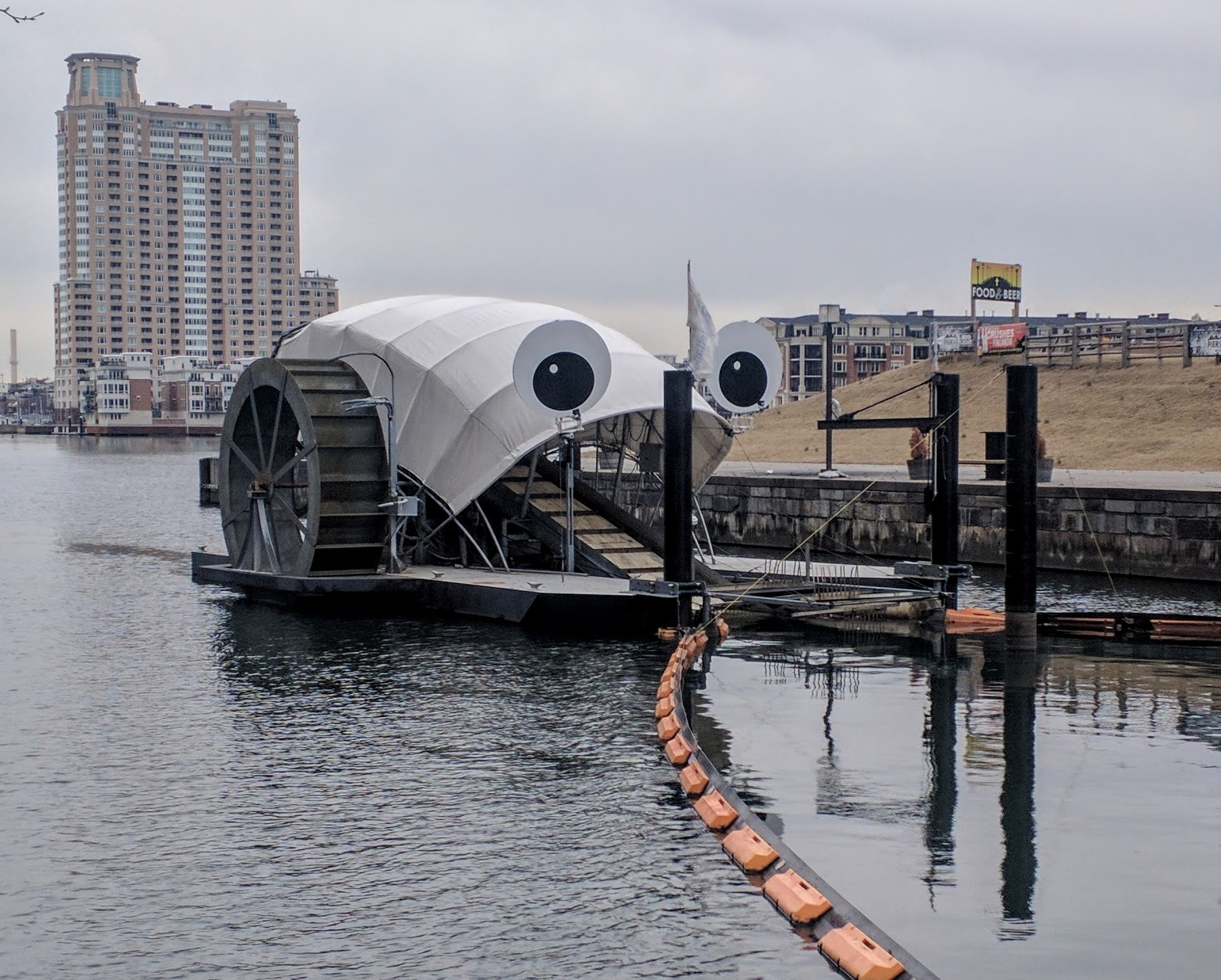
El interceptor Señor Rueda de Basura utilizado en el Puerto Interior de Baltimore.

Un interceptor de basura es un dispositivo en un río que recoge y saca desechos flotantes - antes que esos desechos fluyan fuera del puerto, por ejemplo.

## Señor Rueda de Basura

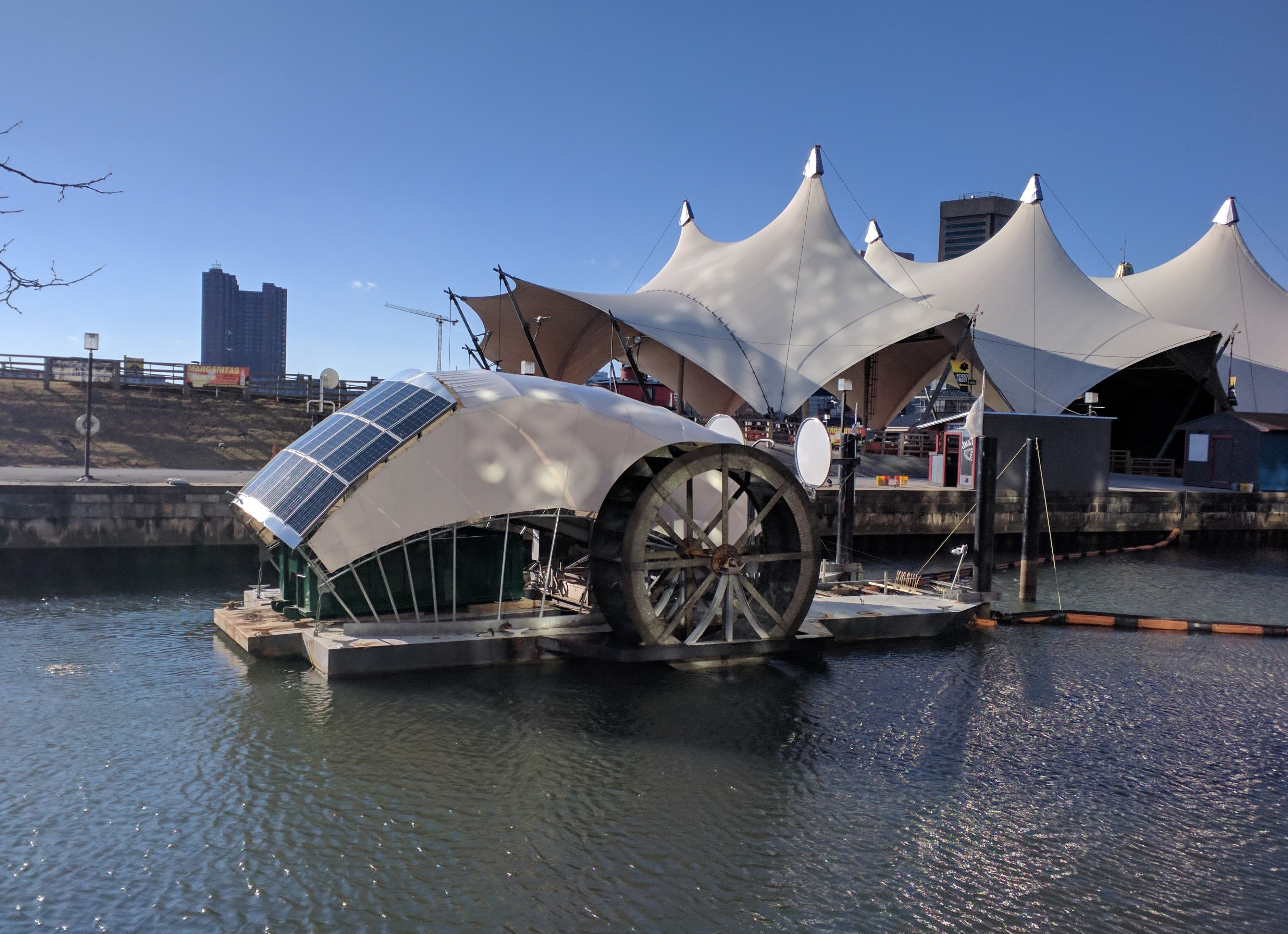
Tableros solares en la proa y popa del Señor Rueda de Basura

Instalado en mayo de 2014, el interceptor de basura de rueda hidráulica conocido como Señor Rueda de Basura, oficialmente la Rueda de Agua del Puerto Interior, es el primer interceptor de rueda de agua permanente del mundo. Está estacionado  en la boca de las Jones Falls en el puerto Interior de Baltimore. Un acuerdo de febrero de 2015 con una planta local de residuos-a-energía se cree que hizo de Baltimore la primera ciudad en utilizar desechos recuperados del agua para generar electricidad.
La cuenca del río Jones Falls drena cincuenta y ocho millas cuadradas de tierra fuera de Baltimore y es una fuente significativa de basura que entra al puerto. La basura recogida por el Señor Rueda de Basura podría provenir de cualquier parte en la cuenca.  Operado por energía solar e hídrica, la rueda se mueve continuamente, sacando basura y vertiéndola en un contenedor adosado; su capacidad diaria se estima en 25 toneladas.  En sus primeros 18 meses de operación, removió más de 350 toneladas de basura de este hito y atracción turística de Baltimore, incluyendo aproximadamente 200,000 botellas, 173,000 bolsas de papas fritas y 6.7 millones de colillas de cigarrillo. La rueda de agua ha sido muy exitosa en extracción de basura, disminuyendo visiblemente la cantidad de basura que recoge en el puerto, especialmente después de lluvia.
Después del éxito del Señor Rueda de Basura, el Waterfront Partnership recaudó dinero para construir una segunda rueda de agua al final del Riachuelo Harris, un arroyo enteramente canalizado que fluye bajo el barrio de Canton de Baltimore y desemboca en el Puerto de Baltimore. La nueva rueda de agua prevista fue inaugurada en diciembre de 2016 y llamada "La Rueda de Basura del Profesor". Dos ruedas de basura adicionales, la "Rueda de Basura del Capitán" y "Gwynnda la Buena Rueda Del oeste", fueron añadidas en 2018 y 2021 respectivamente.

## Colector pasivo de desechos del Río Támesis
Hay varios colectores pasivos de desechos (PDCs) en el Río Támesis en Londres, incluyendo uno cerca del Palacio de Westminster. A diferencia del Señor Rueda de Basura de Baltimore son totalmente pasivos y los desechos recogidos por ellos tienen que ser sacados usando un bote equipado con una grúa.